# Пајн Прери (Луизијана)
Пајн Прери (енгл. Pine Prairie) град је у америчкој савезној држави Луизијана.

## Демографија
По попису из 2010. године број становника је 1.610, што је 523 (48,1%) становника више него 2000. године.
| Група             | 2000.       | 2010.         |
| Белци             | 970 (89,2%) | 1.108 (68,8%) |
| Афроамериканци    | 80 (7,4%)   | 470 (29,2%)   |
| Азијати           | 4 (0,4%)    | 2 (0,1%)      |
| Хиспаноамериканци | 20 (1,8%)   | 15 (0,9%)     |
| Укупно            | 1.087       | 1.610         |